# Эверард, Вильям
Вильям Эверард (англ. William Everard; 1602 — не ранее 1651) — один из лидеров движения диггеров или «истинных левеллеров» движения бедных крестьян в годы Английской революции, возникшего в 1649 году и выступавшего против частной собственности, в первую очередь, против частной собственности на землю.

## Биография
Сын йомена из Рединга.

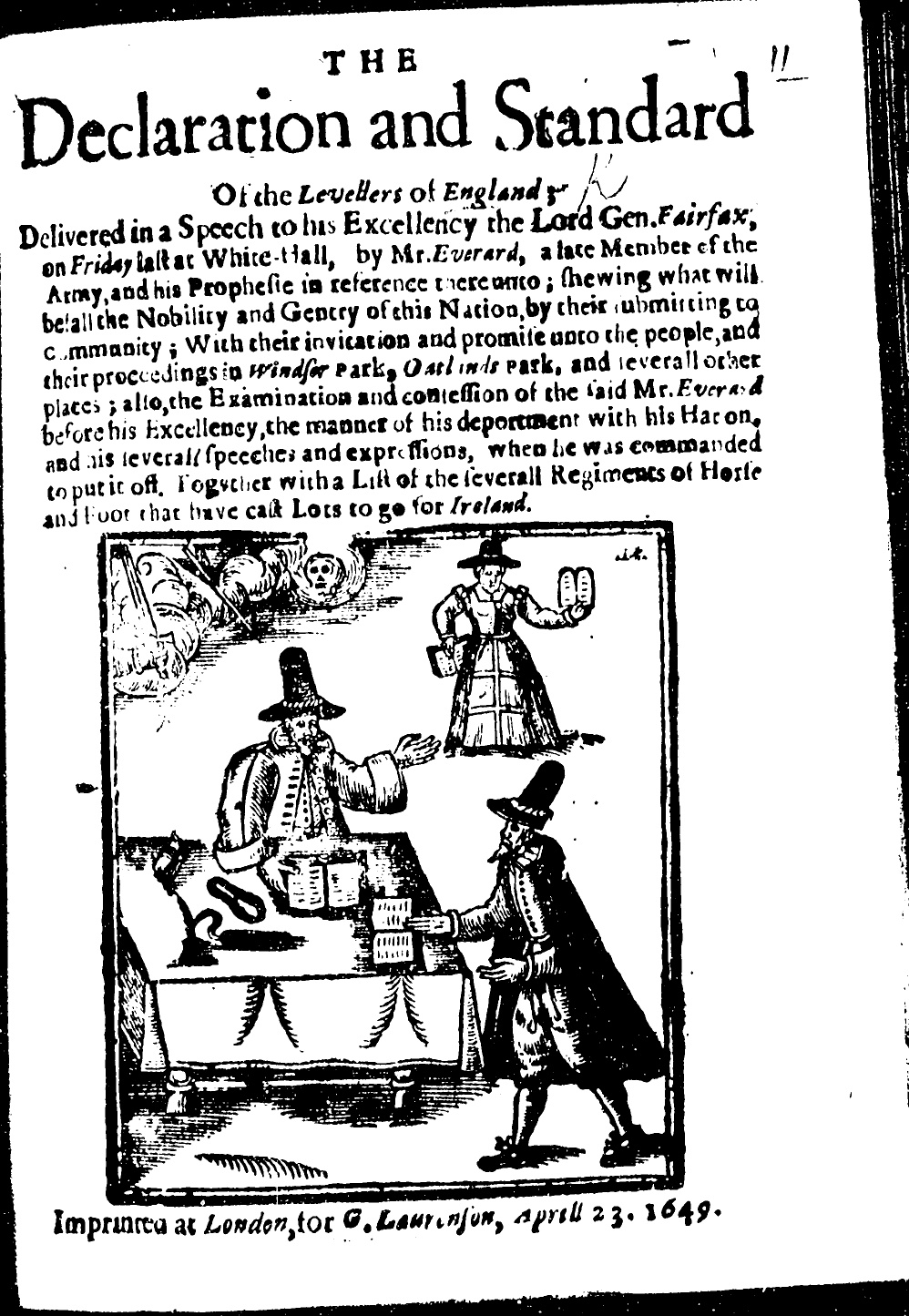
Иллюстрированный манифест «истинных левеллеров», или диггеров. Весна 1649

Во время гражданской войны служил в парламентской армии и по своим политическим взглядам примыкал к левеллерам. В конце 1647 или начале 1648 года по подозрению в участии в заговоре с целью убийства короля Карла I и за свой радикализм был изгнан из рядов армии. Ненадолго был заключен в тюрьму в Кингстоне, графство Суррей.
Выступил в качестве одного из организаторов первой общины диггеров в Серри.
В. Эверард обосновывал «естественным правом» учение об аграрном социализме, сочетая его с верой в возможность постепенного просвещения людей любовью и разумом без всякого насилия.
Практическая программа В. Эверарда сводилась к выполнению основных требований крестьянства: уничтожение рент, насильственная ликвидация общинных земель и обычаев и возвращение общинных земель. 
Кратковременная деятельность В. Эверарда (после 1650 имя его больше не встречается) ярко отражает настроение маломощных слоев деревни данной эпохи.